# Mölle mosse
Mölle mosse är en sjö i Höganäs kommun i Skåne och ingår i Råån-Vege ås kustområde. Mölle mosse ligger i Kullaberg Natura 2000-område.